# Manuel Blanc
 (juillet 2022).
Si vous disposez d'ouvrages ou d'articles de référence ou si vous connaissez des sites web de qualité traitant du thème abordé ici, merci de compléter l'article en donnant les références utiles à sa vérifiabilité et en les liant à la section « Notes et références ».
Pour les articles homonymes, voir Blanc (homonymie).
Manuel Blanc, né le 12 juin 1968 à Boulogne-Billancourt (Hauts-de-Seine), est un acteur français.

## Biographie
Manuel Blanc se produit d'abord dans des pièces de théâtre amateur, décide de devenir réalisateur, mais ne poursuit pas dans cette voie. Il obtient le César du meilleur espoir masculin en 1992 pour son rôle dans J'embrasse pas d'André Téchiné, et le prix Jean-Gabin en 1994 pour son rôle dans Des feux mal éteints de Serge Moati. En 1994, il tient le rôle masculin principal de la mini-série La Rivière Espérance, diffusée sur France 2.
Il se consacre aussi au théâtre, où il est notamment à l'affiche de Tempête sur le pays d'Égypte et de Dommage qu'elle soit une putain. En 2000, il tourne pour la télévision, avec Pierre Arditi, L'Île bleue réalisée par Nadine Trintignant. En 2008, il tourne dans Vitrage à la corde de Laurent Bouhnik, pour la collection Suite noire.
Il publie son premier roman, Carnaval, le 7 mai 2014 dans la collection Stéphane Million des Éditions Hugo Roman. En 2018 paraît son second roman : Les Corps électriques.

## Filmographie

### Cinéma

#### Longs métrages
- 1991 : J'embrasse pas d'André Téchiné : Pierre Lacaze
- 1993 : Un crime de Jacques Deray : Frédéric Chapelin-Tourvel
- 1994 : Des feux mal éteints de Serge Moati : Jérôme
- 1994 : Lou n'a pas dit non d'Anne-Marie Miéville : Pierre
- 1995 : Le Roi de Paris de Dominique Maillet : Paul Derval
- 1996 : Beaumarchais, l'insolent d'Édouard Molinaro : Gudin
- 1999 : 1999 Madeleine de Laurent Bouhnik : Gabriel
- 2000 : Exit d'Olivier Megaton : le drogué
- 2002 : Vivante de Sandrine Ray : Paul
- 2002 : Deux de Werner Schroeter : l'homme à la fleur / l'officier russe / Henri L. / l'officier français / l'homme sur la plage
- 2002 : Mes parents de Rémi Lange : le journaliste
- 2003 : Je t'aime, je t'adore de Bruno Bontzolakis : Laurent
- 2005 : Avant qu'il ne soit trop tard de Laurent Dussaux : Doug
- 2006 : Exes de Martin Cognito : homme de l'impasse 1
- 2013 : Little Gay Boy d'Antony Hickling : Dieu
- 2014 : One Deep Breath d'Antony Hickling : Maël
- 2016 : Where Horses Go to Die[2] d'Antony Hickling : Manuela / Marco
- 2019 : Persona non grata de Roschdy Zem : chargé d'affaires
- 2021 : Down in Paris d'Antony Hickling[3]: Mathias

#### Courts métrages
- 1997 : Le Temps d'une cigarette de Philippe Fontana
- 1999 : Un beau jour sans conséquence de Laurent Bouhnik
- 1999 : J'ai fait des sandwiches pour la route de Stéphan Guérin-Tillié
- 2000 : Scénarios sur la drogue : Speed Ball de Laurent Bouhnik : Renaud
- 2002 : L'Esprit du jeu de Philippe Dorison : l'homme
- 2004 : Juste un peu de réconfort... d'Armand Lameloise : Yannick
- 2004 : En ton absence de Franck Guérin : Luc
- 2005 : Week-end de Vero Cratzborn : l'homme
- 2007 : En pays éloigné de Vero Cratzborn
- 2010 : Syndrome(s) d'Hadrien Rol et David Solinhac
- 2013 : Holy Thursday (The Last Supper) d'Antony Hickling : Dieu
- 2014 : Carnaval d'Antony Hickling
- 2017 : Eyes on the Highway d'Antony Hickling
- 2017 : On ne badine pas avec l'amour d'Arnaud Lameloise : Antoine
- 2017 : Les Équilibristes de Gilles Tillet : Jean-Christophe

### Télévision
- 1989 : Le Saint :Un saphir pour les jumelles de Dennis Berry (téléfilm) : Xavier
- 1995 : La Rivière Espérance de Josée Dayan (mini série) : Benjamin Donadieu
- 1999 : P.J., épisode Casting de Frédéric Krivine (série télévisée) : Stéphane Darcier
- 1999 : Chambre n°13, épisode Douze = un(e) d'Olivier Megaton (série télévisée) :
- 2001 : Les Redoutables : Histoire d'eau de Laurent Bouhnik (téléfilm) :
- 2001 : L'Île bleue de Nadine Trintignant (téléfilm) : André
- 2002 : Dream, Dream, Dream d'Anne Alix (téléfilm) : Joachim
- 2004 : Lumière d'Amaury Voslion (téléfilm)
- 2005 : La Crim', épisode Au nom du père de Jean-Pierre Prévost (série télévisée) : Séverin Dorval
- 2005 : Capitaine des ténèbres de Serge Moati (téléfilm): le capitaine Paul Voulet
- 2006 : Femmes de loi, épisode Clichés meurtriers de Sylvie Ayme (série télévisée) : Thierry Bourgeois
- 2006 : Sable noir, épisode Fotografik de Xavier Gens (série télévisée) : Francis Charpentier
- 2006 : Le Juge est une femme, épisode Clichés meurtriers de Joyce Buñuel (série télévisée) : Denis Tarpon
- 2006 : Louis la brocante, épisode Louis et les gueules noires de Patrick Marty  : Germain Lalande
- 2006 : Jeff et Léo, flics et jumeaux, épisode Le Dernier tango et Il fait sauver Alice d'Olivier Guignard (série télévisée) : Stanislas
- 2008 : Mitterrand à Vichy de Serge Moati (téléfilm) : Jean-Paul Martin
- 2008 : Sexe, gombo et beurre salé de Mahamat-Saleh Haroun (téléfilm) : Jean-Paul
- 2008 : Villa Jasmin de Férid Boughedir (téléfilm) : Guilbaud
- 2009 : Suite noire épisode Vitrage à la corde de Laurent Bouhnik (série télévisée) : Gabriel
- 2011 : Section de recherches, saison 5, épisodes 1 et 2 Roman noir d'Olivier Barma (série télévisée) : Yann Aubry
- 2011 : Mort d'un président de Pierre Aknine (téléfilm) : Alain Pompidou
- 2012 : Trafics d'Olivier Barma (téléfilm) : Vanek
- 2013 : La Balade de Lucie de Sandrine Ray (téléfilm) : le préposé de la mairie
- 2013 : Falco, épisode Rencontre assassines d'Alexandre Laurent (série télévisée) : Didier Fantin
- 2015 : Les Dames, épisode Dame de feu de Camille Bordes-Resnais (série télévisée) : Bruno
- 2017 : Capitaine Marleau, épisode La Nuit de la Lune Rousse de Josée Dayan (série télévisée) : Alain Peras
- 2017-2018 : Le Chalet de Camille Bordes-Resnais (série télévisée) : Jean-Louis Rodier
- 2018 : Le Juge est une femme, saison 23, épisode 8 La Corde sensible de Simon Astier (série télévisée) : Louis Delfaux
- 2018-2024 : Un si grand soleil (série télévisée) : Guilhem Cabestan
- 2022 : La Stagiaire, épisode Etre et avoir été (série télévisée) : Olivier Vignal

## Théâtre
- 1990 : Le Grand Cahier d'Agota Kristof, mise en scène Jeanne Champagne
- 1993 : Tempête sur le pays d’Égypte de Pierre Laville, mise en scène Jean-Claude Fall, Théâtre Gérard Philipe,
- 1994 : Tempête sur le pays d’Égypte de Pierre Laville, mise en scène Jean-Claude Fall, Théâtre de la Gaîté-Montparnasse
- 1997 : Dommage qu'elle soit une putain de John Ford, mise en scène Jérôme Savary, Théâtre national de Chaillot
- 2000 : Ladies Night d'Antony Mc Carten, Stephen Sinclair, Jacques Collard, mise en scène Jean-Pierre Dravel et Olivier Macé, Théâtre Rive Gauche, avec Lisette Malidor
- 2005 : Trouée dans les nuages de Chi Li, mise en scène Airy Routier
- 2006 : Journal secret de Pouchkine, Théâtre du Marais, mise en scène Stephan Guérin-Tillié
- 2007 : La Confusion de Marie Nimier, mise en voix Christine Bernard-Sugy, Théâtre Ouvert
- 2009 : Parasites de Marius von Mayenburg, mise en scène Philippe Calvario, Théâtre des Amandiers
- 2011 : Frères du bled de Christophe Botti, mise en scène Thierry Harcourt, Vingtième Théâtre

## Distinctions
- César 1992 : César du meilleur espoir masculin pour J'embrasse pas
- Prix Jean-Gabin 1994 pour Des feux mal éteints de Serge Moati
- Molières 2001 : meilleur spectacle comique dans Ladies Night, mis en scène par Jean-Pierre Dravel et Olivier Macé

## Publications
- Carnaval, éditions Hugo Roman, 2014
- Les Corps électriques, éditions de l’observatoire, 2018